# Фактология
Фактология (факт на латински: factum – какво се е случило, -логия на гръцки: -λογία – учение) – изучаване на фактите и връзката между тях. Научен и философски подход за съпоставяне на фактите извлечени и синтезирани в абстрактен модел.

## Видове фактология и нейното приложение

### Педагогическа фактология
Отрасъл в методологията на педагогиката, в която се разработват теоретичните основи, принципите и методите на изучаване, анализа, описаниието на педагогическите факти и систематизацията им.

### При работа с факти се отчита
1. проверка на обективността. Оценка степента на съответствие на фактите с описателния модел на действителността.
2. информационния капацитет. Някои факти се свързват напълно с определено явление, а други са малко информативни, или с пренебрежима връзка с провежданите изследвания.
3. научна стойност на факта, когато трябва да съответства на критериите на научната методология на изследването, правилата на концептуално обяснение на явленията.
4. съответствие с предмета на изследване. В процеса на изследването се получават множество факти, които сами по себе си имат тежест, но нямат пряка връзка с предмета на изследване.
5. оценка на източниците на факта. Оценява се надеждността на източника на факта.
6. принципи на рационалното съпоставяне и синтез на фактите.
7. принцип на научната интерпретация на факта (обяснението му от позицията на истинността и объективността)

### Основни грешки при работа с фактите
1. преднамерен подбор на фактите, формиращ едностранно представяне на проблема, тенденциите на развитие и т.н.
2. нагласяване на фактите. Замяна на основните и съществени факти с второстепенни и частни.
3. изопачаване на истината и лъжлива интерпретация.
4. фалшификация на фактите. Преднамерен подбор, изкривяващ реалната ситуация.
5. абсолютизация на отделни факти, което води до лъжливо представяне на проблема и ограничава мисленето